# Starcrossed
Starcrossed es un cortometraje independiente de 2005, escrito y dirigido por James Burkhammer y producido por Power Up, acerca del amor incestuoso entre dos jóvenes hermanos.

## Trama
Darren y Connor son dos hermanos que inician una relación amorosa secreta. Cuando sus padres les descubren, huyen y deciden suicidarse ahogándose en una piscina, encadenados al barrote inferior de una escalerilla.

## Reparto
- Marshall Allman - Connor
- J.B. Ghuman Jr. - Darren
- John Wesley Shipp - Lane, el padre
- Simon Ragaine - Joven Darren
- Derek Sean Lara - Joven Connor
- Darcy DeMoss - Madre
- Gina Rodgers - Amanda
- Torrey DeVitto - Maura
- Victor Bevine - Entrenador
- Colette Divine - Dependiente del Hotel
- Steven Guy - Policía

## Premios[1]

### Casting Society of America, USA
| Año  | Premio | Categoría                                 | Resultado |
| ---- | ------ | ----------------------------------------- | --------- |
| 2006 | Artios | Best Short Film Casting (Matthew Lessall) | Nominada  |

### PlanetOut Short Movie Awards
| Año  | Premio      | Categoría                     | Resultado |
| ---- | ----------- | ----------------------------- | --------- |
| 2006 | First Prize | Best Drama (James Burkhammer) | Ganadora  |